# Temporada 1975-76 de los Milwaukee Bucks
La temporada 1975-76 fue la octava de los Milwaukee Bucks en la NBA. La temporada regular acabó con 38 victorias y 44 derrotas, ocupando el cuarto puesto de la Conferencia Oeste, clasificándose para los playoffs, en los que cayeron en primera ronda ante Detroit Pistons.

## Elecciones en elDraft
| Ronda | Puesto | Jugador        | Posición | Nacionalidad   | Universidad   |
| ----- | ------ | -------------- | -------- | -------------- | ------------- |
| 2     | 22     | Clyde Mayes    | PF       | Estados Unidos | Furman        |
| 2     | 24     | Cornelius Cash | F        | Estados Unidos | Bowling Green |

## Temporada regular
| División Medio Oeste | División Medio Oeste | División Medio Oeste | División Medio Oeste | División Medio Oeste | División Medio Oeste | División Medio Oeste | División Medio Oeste | División Medio Oeste |
| Equipo               | G                    | P                    | %                    | PD                   | Casa                 | Fuera                | Div                  |                      |
| -------------------- | -------------------- | -------------------- | -------------------- | -------------------- | -------------------- | -------------------- | -------------------- | -------------------- |
| y-Milwaukee Bucks    | 38                   | 44                   | .463                 | –                    | 22–19                | 16–25                | 13–8                 |                      |
| x-Detroit Pistons    | 36                   | 46                   | .439                 | 2                    | 24–17                | 12–29                | 12–9                 |                      |
| Kansas City Kings    | 31                   | 51                   | .378                 | 7                    | 25–16                | 6–35                 | 10–11                |                      |
| Chicago Bulls        | 24                   | 58                   | .293                 | 14                   | 15–26                | 9–32                 | 7–14                 |                      |

## Playoffs

### Primera ronda
Milwaukee Bucks vs. Detroit Pistons 
| Fecha       | Partido                                  | Ciudad    |
| ----------- | ---------------------------------------- | --------- |
| 13 de abril | Milwaukee Bucks 110, Detroit Pistons 107 | Milwaukee |
| 15 de abril | Detroit Pistons 126, Milwaukee Bucks 123 | Detroit   |
| 18 de abril | Milwaukee Bucks 104, Detroit Pistons 107 | Milwaukee |
|             | Detroit Pistons gana las series 2-1      |           |

## Estadísticas
| Rk | Jugador          | Edad | P  | PT | MP   | TC  | TCI  | %TC  | TL  | TLI | %TL  | RO  | RD  | RT   | AS  | RB  | TAP | BP | FP  | PTS  |
| -- | ---------------- | ---- | -- | -- | ---- | --- | ---- | ---- | --- | --- | ---- | --- | --- | ---- | --- | --- | --- | -- | --- | ---- |
| 1  | Bob Dandridge    | 28   | 73 |    | 37.5 | 8.9 | 17.8 | .502 | 3.7 | 4.5 | .824 | 2.3 | 5.1 | 7.4  | 2.8 | 1.5 | 0.5 |    | 3.6 | 21.5 |
| 2  | Elmore Smith     | 26   | 78 |    | 36.0 | 6.4 | 12.3 | .518 | 2.8 | 4.5 | .632 | 2.6 | 8.9 | 11.4 | 1.2 | 1.0 | 3.1 |    | 3.4 | 15.6 |
| 3  | Brian Winters    | 23   | 78 |    | 35.8 | 7.9 | 17.1 | .464 | 2.3 | 2.8 | .829 | 0.8 | 2.3 | 3.2  | 4.7 | 1.6 | 0.3 |    | 3.1 | 18.2 |
| 4  | Jim Price        | 26   | 80 |    | 31.6 | 5.0 | 12.0 | .415 | 1.8 | 2.1 | .849 | 0.9 | 2.3 | 3.3  | 4.9 | 1.9 | 0.4 |    | 3.3 | 11.7 |
| 5  | Dave Meyers      | 22   | 72 |    | 22.1 | 2.8 | 6.6  | .419 | 1.9 | 2.9 | .643 | 1.7 | 4.5 | 6.2  | 1.4 | 1.0 | 0.3 |    | 2.0 | 7.4  |
| 6  | Junior Bridgeman | 22   | 81 |    | 20.3 | 3.5 | 8.0  | .439 | 1.6 | 2.0 | .795 | 1.4 | 2.2 | 3.6  | 1.9 | 0.6 | 0.3 |    | 2.9 | 8.6  |
| 7  | Kevin Restani    | 24   | 82 |    | 20.1 | 2.9 | 6.0  | .475 | 0.3 | 0.5 | .571 | 1.4 | 3.2 | 4.6  | 1.2 | 0.4 | 0.1 |    | 1.8 | 6.0  |
| 8  | Gary Brokaw      | 22   | 75 |    | 19.6 | 3.2 | 6.9  | .457 | 2.1 | 3.0 | .700 | 0.3 | 1.3 | 1.7  | 3.3 | 0.5 | 0.2 |    | 1.8 | 8.4  |
| 9  | Clyde Mayes      | 22   | 65 |    | 14.6 | 1.8 | 3.8  | .460 | 0.9 | 1.5 | .577 | 1.5 | 2.6 | 4.0  | 0.6 | 0.1 | 0.6 |    | 2.4 | 4.4  |
| 10 | Jim Fox          | 32   | 70 |    | 13.1 | 1.5 | 2.9  | .517 | 0.9 | 1.1 | .785 | 1.2 | 2.2 | 3.4  | 0.6 | 0.4 | 0.2 |    | 1.8 | 3.9  |
| 11 | Jon McGlocklin   | 32   | 33 |    | 10.2 | 1.9 | 4.5  | .426 | 0.3 | 0.3 | .900 | 0.1 | 0.4 | 0.5  | 1.2 | 0.2 | 0.0 |    | 0.5 | 4.1  |
| 12 | Mickey Davis     | 25   | 45 |    | 9.1  | 1.2 | 3.4  | .362 | 1.1 | 1.4 | .794 | 0.6 | 1.3 | 1.9  | 0.8 | 0.3 | 0.0 |    | 0.8 | 3.6  |

## Galardones y récords
| Jugador       | Galardón |
| Bob Dandridge | All-Star |
| Brian Winters | All-Star |